# Wilhelm Georg Wolf
Wilhelm Georg Fritz Carl Theodor Wolf (* 15. Oktober 1845 in Homberg (Ohm); † 10. Juli 1917 in Wetter (Hessen)) war ein deutscher Forstmeister und Abgeordneter des Provinziallandtages der preußischen Provinz Hessen-Nassau.

## Leben
Wilhelm Georg Wolf wurde als Sohn des Arztes Hermann Wolf und dessen Ehefrau Auguste Koch geboren. Nach seiner Schulausbildung erlernte er den Beruf des Försters und war im hessischen Wetter als Forstmeister tätig. Er ging in die Kommunalpolitik und kam in den Kreistag Marburg. 1898 erhielt er einen Sitz im Kurhessischen Kommunallandtag des Regierungsbezirks Kassel, aus dessen Mitte er zum Abgeordneten des Provinziallandtages der Provinz Hessen-Nassau bestimmt wurde. Wolf musste sein Mandat im Jahre 1916 aus gesundheitlichen Gründen niederlegen.